# Anillo Euwe
El anillo Euwe es un premio que lleva el nombre de Max Euwe para alguien que haya hecho una contribución meritoria al ajedrez en los Países Bajos.  Max Euwe recibió el anillo el 5 de enero de 1977 por sus grandes servicios al ajedrez en general y al ajedrez juvenil en particular. Desde entonces, el anillo cambia de mano cada cinco años aproximadamente. La persona que lo lleva determina el sucesor. El anillo ha sido concedido a:
- Hans Bouwmeester (4 de enero de 1983)
- Jan Timman (13 de diciembre de 1991)
- Hans Böhm (9 de noviembre de 1996)
- Hans Ree (19 de mayo de 2001)
- Genna Sosonko (7 de agosto de 2007)
- Cor van Wijgerden (19 de diciembre de 2012)
- Eddy Sibbing (30 de mayo de 2018)

- Datos: Q110103710